# 中華そば田村

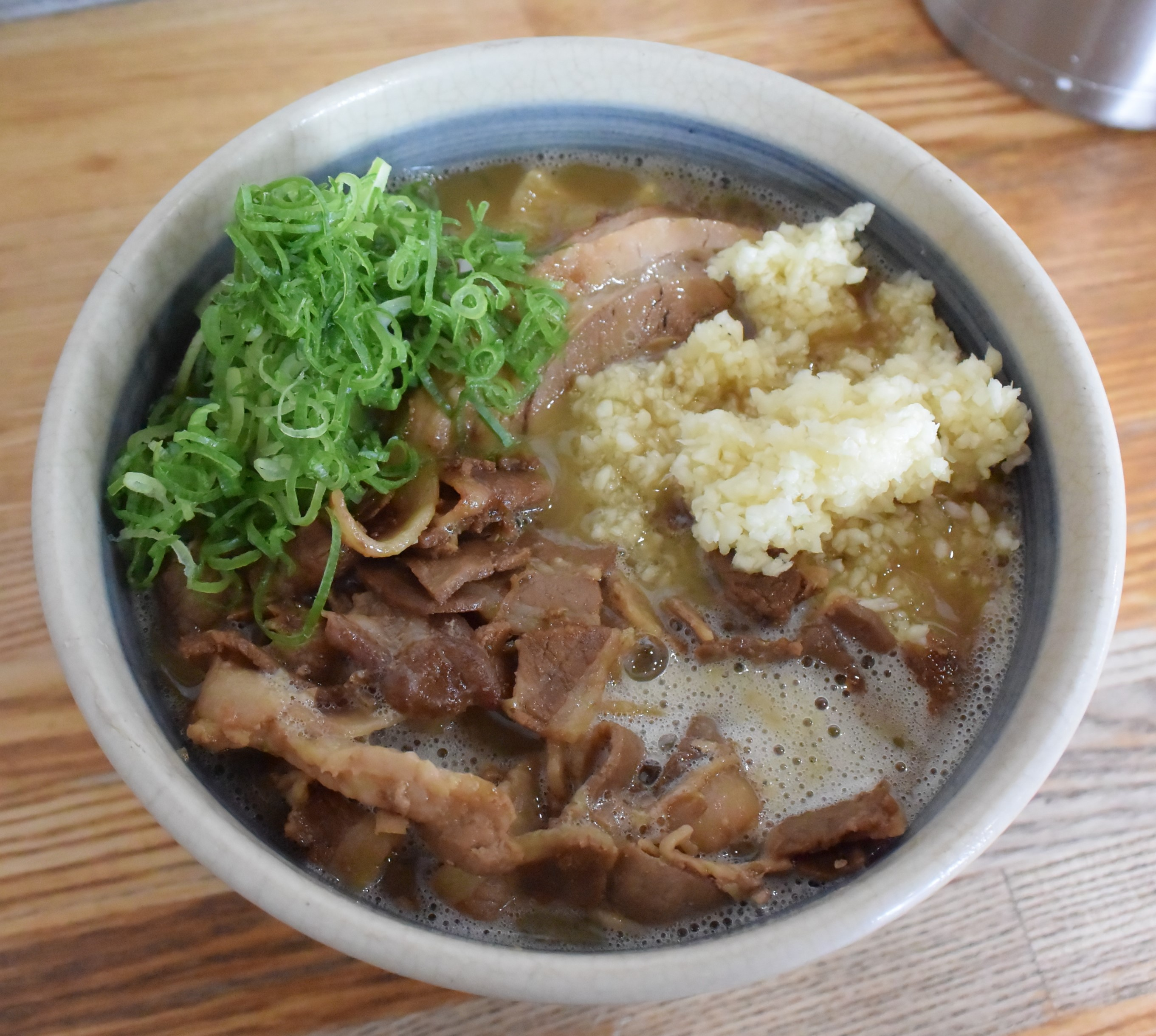
中華そば田村・中華そば 牛肉＋チャーシュー入り にんにく

中華そば田村（ちゅうかそばたむら）は、徳島県板野郡北島町鯛浜大西で中華そば（徳島ラーメン）などを提供しているラーメン店。通称「TAMURAMEN」。2003年創業。店主は田村佳久。

## 沿革
田村は1970年徳島県徳島市生まれ。高校卒業まで徳島市で過ごす。岡山県の大学卒業後は、不動産関係のサラリーマンだったが、ラーメンを生業にすることが幼い頃からの夢であったこと、ラーメンの食べ歩きという趣味なども高じて「自分でも作ってみたい」と一念発起。2002年1月に徳島ラーメンの老舗、中華そば末広で修行を開始。その後、2003年11月に北島町鯛浜西中野で創業し、2012年12月に現在の地に移転した。

## 特徴
中華そば末広の師匠から体得した徳島ラーメンの基本的な作り方を守りつつも、田村の個性が表現されたスープなどがあげられる:109。

### 中華そば（ラーメン）やスープなど
メニューは、「中華そば（徳島ラーメン）」をはじめ、徳島ラーメンとしては珍しい:80甘辛い牛肉が乗った「牛肉入り」や期間限定の「みそラーメン」、「クリームチーズラーメン」、スープに鰹オイルをかけ、鰹の粉末をたっぷり乗せた「魚介そばかつお」などバリエーションが豊かである:80。
スープは、濃厚なのが特徴である:109:80。大量の鶏ガラを中心に、豚ガラ、野菜、海産物などを丸1日（約24時間）煮込んで作られる。鶏や豚など一般的な店が使用する1.5倍もの量の材料から出汁を取ることでそうなる:109。
トッピングされる豚バラ肉のほか、チャーシューも提供している。同時に焼くと蒸す（外がこんがり、中がジューシーになる:92）が可能なスチームコンベクションオーブンを導入し、調理している。

### 内・外装や什器備品へのこだわり
店舗は幹線道路に面した大きなガラス張りの窓からたっぷりと光が差し込むため、明るく、おしゃれで:80:66、これまでの徳島県の一般的なラーメン店とは異なり:11、一見カフェのような佇まいである:80:66。
女性客がふらっと一人で立ち寄り易いようにと考えられたシンプルなインテリアも特徴:109。店内は、テーブル席とキッチンに面したカウンター席があり、座席スペースはゆったりとしている:92。
カラフルなラーメン鉢は大谷焼のもの使用:11。鉢の中底には「当たり」マークが潜んでいるものがあり、鳴門鯛やサーフトランクスの絵が描かれていたらアイスがもらえる。このラーメン鉢（渦潮麺鉢、渦潮鉢）は、大谷焼の元山窯田村商事（鳴門市大麻町）製。田村栄一郎が手掛けた。